# Militärordinariat von El Salvador
Das Militärordinariat von El Salvador ist ein Militärordinariat in El Salvador und zuständig für die Streitkräfte von El Salvador. Seine Aufgabe ist die seelsorgliche Betreuung der katholischen Angehörigen der Streitkräfte.

## Geschichte
Das Militärordinariat wurde durch Papst Paul VI. am 25. März 1968 errichtet. Nach gegenseitigem Beschluss zwischen dem Heiligen Stuhl und der Republik El Salvador befindet sich der Sitz des Militärordinariats in San Salvador. Aus der Verlautbarung der päpstlichen Bulle vom 25. März 1968 wurde José Eduardo Alvarez Ramírez, der Weihbischof von San Salvador, zum ersten Militärbischof von El Salvador Militär am 4. November 1968 in sein Amt eingeführt.

### Verhalten im Salvadorianischen Bürgerkrieg
Während des Salvadorianischen Bürgerkriegs (1980–1992) wurden zahlreiche Priester, Ordensleute und Laien wegen ihres sozialen und politischen Engagements von den Streitkräften des Landes und von rechtsgerichteten Paramilitärs bedroht, gefoltert und ermordet. Als Miguel Ventura, Pfarrer in Osicala (Departamento Morazán) von Militärs entführt und in der Kaserne von Anamorós (Departamento La Unión) mehrere Tage lang gefoltert wurde, erklärte Alvarez, der als Militärbischof ebenfalls Oberst der salvadorianischen Armee war: „Pater Miguel ist als Mensch und nicht als Priester gefoltert worden.“ Klaus Hagedorn bezeichnet Alvarez’ Verhalten als „konkretes Beispiel, wie Bischöfe selbst ihre Priester im Stich ließen“.

### Ordinarien
| Militärbischöfe in El Salvador |                                 |                                                    |                  |                  |
| Nr.                            | Name                            | Amt                                                | von              | bis              |
| 1                              | José Eduardo Alvarez Ramírez CM | Weihbischof in San Salvador Bischof von San Miguel | 4. November 1968 | 7. März 1987     |
| 2                              | Roberto Joaquín Ramos Umaña     | Titularbischof von Sebarga                         | 7. März 1987     | 23. Juni 1993    |
| 3                              | Fabio Reynaldo Colindres Abarca |                                                    | 2. Februar 2008  | 7. Dezember 2017 |
| 4                              | Reinaldo Sorto Martínez         |                                                    | 13. Juni 2024    |                  |